# Campeonato Sul-Americano de Atletismo Júnior de 2003
O Campeonato Sul-Americano de Atletismo Júnior de 2003 foi a 35ª edição da competição de atletismo organizada pela CONSUDATLE para atletas com menos de vinte anos, classificados como júnior ou sub-20. O evento foi realizado no Estádio Modelo Alberto Spencer, em Guayaquil, no Equador, entre 7 e 8 de junho de 2003. Contou com cerca de 230 atletas de 12 nacionalidades distribuídos em 44 eventos.

## Medalhistas
Esses foram os resultados do campeonato.

### Masculino
| Evento                      | Ouro                                                                                | Ouro     | Prata                                                                             | Prata    | Bronze                                                                         | Bronze   |
| --------------------------- | ----------------------------------------------------------------------------------- | -------- | --------------------------------------------------------------------------------- | -------- | ------------------------------------------------------------------------------ | -------- |
| 100 metros                  | Jorge Sena (BRA)                                                                    | 10.45    | Bruno Góes (BRA)                                                                  | 10.56    | Andrés Rodríguez (PAN)                                                         | 10.79    |
| 200 metros                  | Jorge Sena (BRA)                                                                    | 21.32    | Bruno Góes (BRA)                                                                  | 21.40    | Andrés Silva (URU)                                                             | 21.45    |
| 400 metros                  | Andrés Silva (URU)                                                                  | 46.54    | Thiago Chyaromont (BRA)                                                           | 47.37    | Francisco Aguirre (ECU)                                                        | 47.56    |
| 800 metros                  | Thiago Chyaromont (BRA)                                                             | 1:51.41  | Kléberson Davide (BRA)                                                            | 1:51.41  | Evans Pinto (BOL)                                                              | 1:53.10  |
| 1 500 metros                | Matías Carranza (ARG)                                                               | 3:54.3   | Danny Cornieles (VEN)                                                             | 3:54.9   | Jean Calzadilla (VEN)                                                          | 3:55.4   |
| 5 000 metros                | Gilialdo Koball (BRA)                                                               | 14:43.2  | Deivis Sanches (VEN)                                                              | 14:49.7  | John Cusi (PER)                                                                | 14:51.7  |
| 10 000 metros               | Deivis Sanches (VEN)                                                                | 31:21.77 | Adilson Dolberth (BRA)                                                            | 31:23.48 | Jefferson de Castro (BRA)                                                      | 31:57.52 |
| 10 km marcha atlética       | Patricio Ortega (ECU)                                                               | 44:07.5  | Carlos Borgoño (CHI)                                                              | 44:09.3  | Vanderlei dos Santos (BRA)                                                     | 46:15.0  |
| 110 metros barreiras        | Rodrigo Pereira (BRA)                                                               | 14.19    | Diego Soffia (CHI)                                                                | 14.81    | Elton Costa (BRA)                                                              | 14.88    |
| 400 metros barreiras        | Ricardo da Silva (BRA)                                                              | 52.81    | Raphael Fernandes (BRA)                                                           | 53.15    | Cristian Deymonaz (ARG)                                                        | 53.61    |
| 3.000 metros com obstáculos | Rodolfo Hass (BRA)                                                                  | 9:02.23  | Cristián Patiño (ECU)                                                             | 9:02.24  | Jean Calzadilla (VEN)                                                          | 9:14.95  |
| 4×100 metros estafetas      | Brasil · Andrè de Oliveira · Rafael da Silva · Bruno Góes · Jorge Sena              | 41.19    | Chile · Pedro Kunstmann · S. Barros · Diego Soffia · Martín Barros                | 42.07    | Argentina · Lucas Prada · Sebastian Lasquera · Pablo Cabrera · Federico Satler | 42.54    |
| 4×400 metros estafetas      | Brasil · Raphael Fernandes · Kleberson Davide · Thiago Chyaromont · Daniel Herrmann | 3:14.03  | Argentina · Matias López · Sebastian Lasquera · Christian Deymonnaz · Lucas Prada | 3:17.41  | Equador · J. Ruíz · Eddy Bravo · Esteban Lucero · Francisco Aguirre            | 3:19.09  |
| Salto em altura             | Fábio Baptista (BRA)                                                                | 2.09     | Ederson de Oliveira (BRA)                                                         | 2.06     | Cristián Herrera (CHI)                                                         | 2.06     |
| Salto com vara              | Germán Chiaraviglio (ARG)                                                           | 5.16     | João Gabriel Sousa (BRA)                                                          | 5.00     | Guillermo Chiaraviglio II (ARG)                                                | 4.65     |
| Salto em comprimento        | Thiago Dias (BRA)                                                                   | 7.51     | Rubens dos Santos (BRA)                                                           | 7.41     | Pablo Schultz (CHI)                                                            | 7.31     |
| Salto triplo                | Leonardo dos Santos (BRA)                                                           | 15.89    | Henagio Galvão (BRA)                                                              | 15.47    | Adalberto Mulato (COL)                                                         | 15.05    |
| Arremesso de peso           | Gustavo de Mendonça (BRA)                                                           | 19.67    | Geovanny García (COL)                                                             | 18.64    | Jhoan Jaramillo (VEN)                                                          | 17.89    |
| Lançamento de disco         | Gustavo de Mendonça (BRA)                                                           | 62.29    | Ronald Julião (BRA)                                                               | 56.36    | Germán Lauro (ARG)                                                             | 56.08    |
| Lançamento do martelo       | Leandro Benetti (ARG)                                                               | 66.69    | Douglas dos Santos (BRA)                                                          | 57.12    | Tomás Angosto (CHI)                                                            | 56.12    |
| Lançamento do dardo         | Júlio César de Oliveira (BRA)                                                       | 70.94    | Johny Viáfara (COL)                                                               | 61.84    | Aercio de Oliveira (BRA)                                                       | 58.90    |
| Decatlo                     | Matías López (ARG)                                                                  | 6749     | Freddy Díaz (VEN)                                                                 | 6396     | Pablo Cabrera (ARG)                                                            | 6357     |

### Feminino
| Evento                      | Ouro                                                                                 | Ouro     | Prata                                                                             | Prata    | Bronze                                                                               | Bronze   |
| --------------------------- | ------------------------------------------------------------------------------------ | -------- | --------------------------------------------------------------------------------- | -------- | ------------------------------------------------------------------------------------ | -------- |
| 100 metros                  | Evelyn dos Santos (BRA)                                                              | 11.66    | Wilmary Álvarez (VEN)                                                             | 11.68    | Franciela Krasucki (BRA)                                                             | 11.77    |
| 200 metros                  | Wilmary Álvarez (VEN)                                                                | 23.68    | Evelyn dos Santos (BRA)                                                           | 24.01    | Ángela Alfonso (VEN)                                                                 | 24.14    |
| 400 metros                  | Amanda Dias (BRA)                                                                    | 54.50    | Ángela Alfonso (VEN)                                                              | 54.65    | Fernanda Tavares (BRA)                                                               | 56.38    |
| 800 metros                  | Rejane da Silva (BRA)                                                                | 2:11.16  | Jenny Mejías (VEN)                                                                | 2:12.13  | Lidia da Silva (BRA)                                                                 | 2:14.34  |
| 1 500 metros                | Rejane da Silva (BRA)                                                                | 4:32.2   | Sabine Heitling (BRA)                                                             | 4:33.0   | Rocío Huillca (PER)                                                                  | 4:35.0   |
| 3 000 metros                | Inés Melchor (PER)                                                                   | 9:58.83  | Zenaide Vieira (BRA)                                                              | 9:59.86  | Gabriela Oliveira (BRA)                                                              | 10:01.86 |
| 5 000 metros                | Inés Melchor (PER)                                                                   | 16:57.0  | Gabriela Oliveira (BRA)                                                           | 17:05.1  | Michele das Chagas (BRA)                                                             | 17:06.0  |
| 10 km marcha atlética       | Alessandra Picagevicz (BRA)                                                          | 49:22.7  | Juana Cahui (PER)                                                                 | 49:30.1  | Josette Sepúlveda (CHI)                                                              | 51:27.8  |
| 100 metros barreiras        | Lucimara da Silva (BRA)                                                              | 14.16    | Karina Quejada (COL)                                                              | 14.17    | Evelyn de Santana (BRA)                                                              | 14.56    |
| 400 metros barreiras        | Amanda Dias (BRA)                                                                    | 59.38    | Fernanda Tavares (BRA)                                                            | 60.99    | Jessica Miller (URU)                                                                 | 61.61    |
| 3.000 metros com obstáculos | Zenaide Vieira (BRA)                                                                 | 10:37.85 | Ángela Figueroa (COL)                                                             | 10:46.24 | Edna Souza (BRA)                                                                     | 11:00.52 |
| 4×100 metros estafetas      | Chile · Maria Carolina Díaz · Fernanda MacKenna · Macarena Reyes · Daniela Riderelli | 46.54    | Venezuela · Jackeline Carabali · Wilmary Álvarez · Angela Alfonso · Ada Hernández | 46.92    | Brasil · Josiane Valentim · Evelyn dos Santos · Marcia Palinkas · Franciela Krasucki | 46.92    |
| 4×400 metros estafetas      | Brasil · Suelen da Silva · Fernanda Tavares · Maria da Costa · Amanda Dias           | 3:42.24  | Venezuela · Wilmary Álvarez · Jenny Mejías · Maria Londoño · Angela Alfonso       | 3:42.55  | Equador · E. Freire · Karina Caicedo · Jessica Perea · Grace Arias                   | 3:50.73  |
| Salto em altura             | Catherine Ibargüen (COL)                                                             | 1.80     | Jailma de Lima (BRA)                                                              | 1.77     | Marielys Rojas (VEN)                                                                 | 1.77     |
| Salto com vara              | Karla da Silva (BRA)                                                                 | 3.85     | Milena Agudelo (COL)                                                              | 3.80     | Michaela Heitkotter (BRA)                                                            | 3.65     |
| Salto em comprimento        | Macarena Reyes (CHI)                                                                 | 6.10     | Kauiza Venâncio (BRA)                                                             | 5.65     | Daisy Ugarte (BOL)                                                                   | 5.61     |
| Salto triplo                | Catherine Ibargüen (COL)                                                             | 13.05    | Macarena Reyes (CHI)                                                              | 12.64    | Daisy Ugarte (BOL)                                                                   | 12.60    |
| Arremesso de peso           | Paola Cheppi (ARG)                                                                   | 15.11    | Leidy Arboleda (COL)                                                              | 14.34    | Juliana Olier (COL)                                                                  | 14.04    |
| Lançamento de disco         | Roberto Argentino (BRA)                                                              | 42.36    | Juliana Olier (COL)                                                               | 42.31    | Martha Ayala (ARG)                                                                   | 41.42    |
| Lançamento do martelo       | Adriana Benaventa (VEN)                                                              | 55.39    | Juliana Olier (COL)                                                               | 49.86    | Daniela San José (CHI)                                                               | 47.41    |
| Lançamento do dardo         | Mariela Aguer (ARG)                                                                  | 48.20    | MMaria Ramos (BRA)                                                                | 46.58    | Leidy Arboleda (COL)                                                                 | 46.37    |
| Heptatlo                    | Jailma de Lima (BRA)                                                                 | 4979     | María Azzato (ARG)                                                                | 4635     | Claritza Chourio (VEN)                                                               | 4460     |

## Quadro de medalhas (não oficial)
| Ordem | País      | Medalha de ouro | Medalha de prata | Medalha de bronze | Total |
| ----- | --------- | --------------- | ---------------- | ----------------- | ----- |
| 1     | Brasil    | 27              | 20               | 13                | 60    |
| 2     | Argentina | 6               | 2                | 6                 | 14    |
| 3     | Venezuela | 3               | 8                | 6                 | 17    |
| 4     | Colômbia  | 2               | 8                | 3                 | 13    |
| 5     | Chile     | 2               | 4                | 5                 | 11    |
| 6     | Peru      | 2               | 1                | 2                 | 5     |
| 7     | Equador   | 1               | 1                | 3                 | 5     |
| 8     | Uruguai   | 1               | 0                | 2                 | 3     |
| 9     | Bolívia   | 0               | 0                | 3                 | 3     |
| 10    | Panamá    | 0               | 0                | 1                 | 1     |

## Participantes (não oficial)
Uma contagem não oficial produziu o número de 230 atletas de 12 países: 
| - Argentina (21) - Bolívia (4) - Brasil (68) - Chile (37) - Colômbia (20) - Equador (34) | - Guiana (1) - Panamá (2) - Paraguai (2) - Peru (10) - Uruguai (4) - Venezuela (27) |